# شيخان (مهاباد)
قرية شيخان (بالكردية: شێخان) هي إحدى القرى التابعة لـمنغور الشرقية في ريف قسم خليفان من مقاطعة مهاباد، في محافظة أذربیجان الغربیة الإيرانية.

## السكان
حسب إحصاءات سنة 2006، بلغ إجمالي السكان في شيخان 62 نسمة وعدد المساكن 15 مسكن. لغة سكان شيخان هي اللغة الكردية و هم من أهل السنة والجماعة والمذهب الشافعي.